# Igor Dimitrijevič Novikov
Igor Dimitrijevič Novikov (rusko И́горь Дми́триевич Но́виков), ruski astrofizik in kozmolog, * 10. november 1935, Moskva.
Novikov je v 1980-ih formuliral načelo samoskladnosti, pomemben doprinos k teoriji časovnega potovanja.

## Življenje in delo
Doktoriral je iz astrofizike leta 1965 in leta 1970 postal doktor znanosti v astrofiziki. Med letoma 1974 in 1990 je bil predstojnik Oddelka za relativnistično astrofiziko pri Inštitutu za vesoljske raziskave Ruske akademije znanosti v Moskvi. Pred letom 1991 je vodil Oddelek za teoretično astrofiziko na Fizikalnem inštitutu Lebedjeva v Moskvi in bil profesor na moskovski državni univerzi. Od leta 1994 je predstojnik Središča za teoretično astrofiziko (TAC) na Univerzi v Københavnu. Trenutno je profesor astrofizike na observatoriju te univerze, kjer predava od leta 1991. Od leta 1998 je član Kraljeve astronomske družbe.

## Izbrana dela

### Knjige
- Črne luknje in Vesolje (Black Holes and the Universe, prevod  Vitaly I. Kisin), Cambridge University Press 1995
- Reka časa (The River of Time), (prevod Vitaly I. Kisin), Cambridge University Press 1998, 2001
- Il ritmo del tempo, Di Renzo Editore, Rim, 2006

Bil je avtor ali soavtor 15-im knjigam o fizikalni kozmologiji in astrofiziki. Skupaj z Aleksandrom S. Šarovom je napisal življenjepis Edwina Powella Hubbla E. Hubble, življenje in delo (E. Hubble, Life and Work) (Cambridge University Press 1992).